# T-Systems Kína
A T-Systems Kína a Deutsche Telekom kínai leányvállalata. Jelentős szerepet tölt be a kínai digitális transzformációban. A vállalat 2006 óta van jelen a kínai piacon, és azóta számos nagyvállalatnak és szervezetnek nyújt IT-megoldásokat.

## Története
A T-Systems 2006 óta van jelen Kínában, és több nagyvárosban, például Pekingben, Sanghajban, Hong Kongban és Vuhanban működtet irodákat.
A vállalat széles körű informatikai szolgáltatásokat nyújt a kínai vállalatoknak. Ezek közé tartozik a hagyományos informatikai rendszerek üzemeltetése, a felhőalapú megoldások (pl. felhőhálózatok, egyedi infrastruktúrák) megteremtése és az IoT-rendszerek fejlesztése.